# Ben Marcus

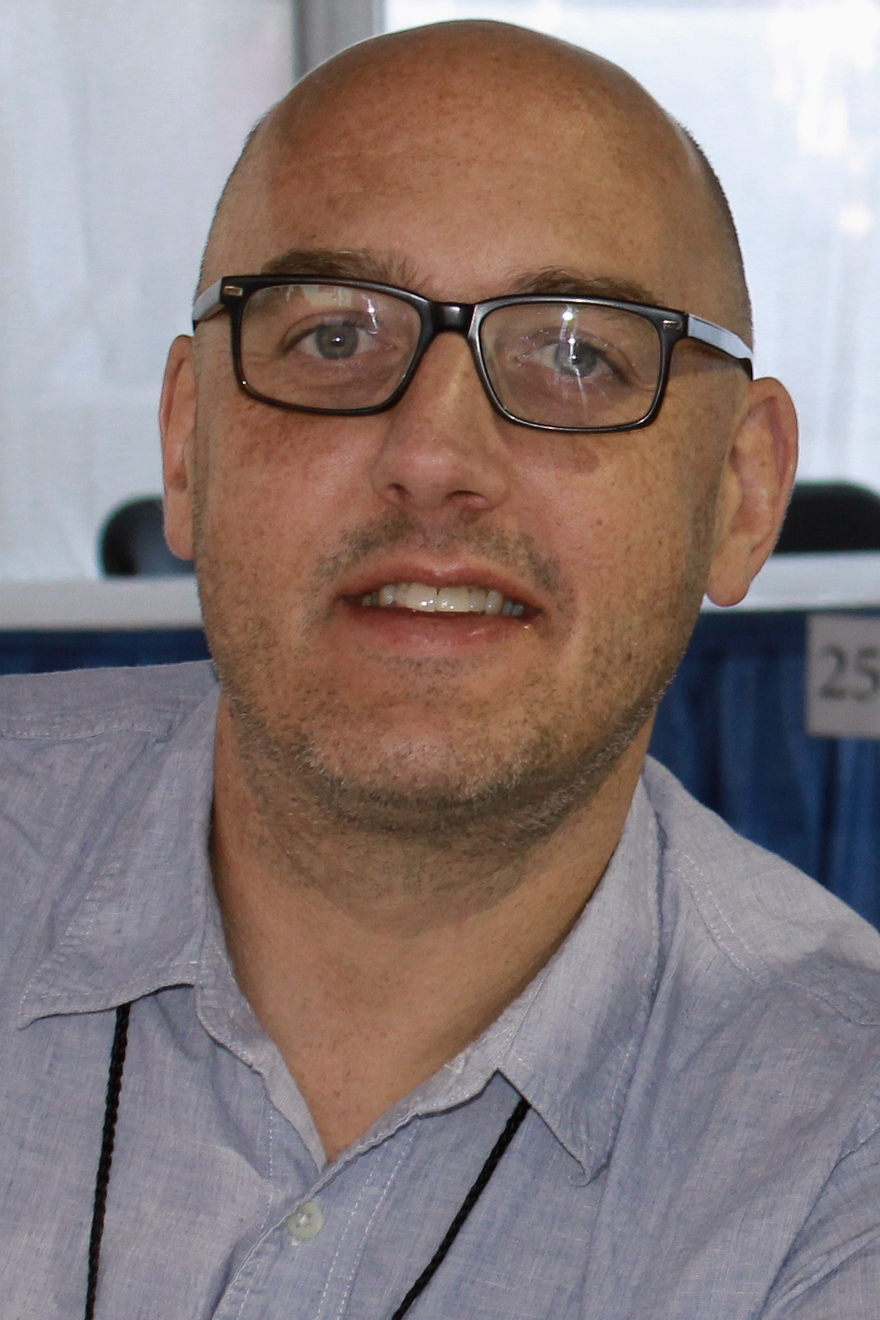
Ben Marcus (2015)

Ben Marcus (* 11. Oktober 1967 in Chicago) ist ein US-amerikanischer Autor.

## Leben
Marcus wuchs in Austin (Texas) auf; seine Mutter Jane lehrte an der University of Texas at Austin feministische Literaturwissenschaft. Während sie einen irisch-katholischen Hintergrund hat, folgte Ben dem jüdischen Glauben seines Vaters und erhielt seine Bar Mitzwa.
Jane Marcus lehrte später am City University of New York, und Ben studierte an der New York University. Nach seinem Bachelor in Philosophie absolvierte er das MFA-Programm der Brown University.
Seit den 1990er Jahren schreibt Marcus; er veröffentlichte unter anderem in Harper’s Magazine, The New Yorker, The New York Times, Salon.com, im Time Magazine und im Webforum Conjunctions. Er war einige Jahre lang für den Bereich Fiction der Literaturzeitschrift Fence aus Albany im Bundesstaat New York als Mitherausgeber zuständig.
Marcus ist Dozent an der Columbia University in New York City. Hier lebt er auch. Im Sommer geht er nach Brooklin in Maine. Sein erster Roman The Age of Wire and String wurde 1995 bei Alfred A. Knopf in New York City aufgelegt, erstmals wurde Ben Marcus dem deutschen Publikum 2012 mit der Übersetzung seines Romans The Flame Alphabet bekannt, zu deutsch Flammenalphabet.
Mit seiner Frau, der Schriftstellerin Heidi Julavits, hat er ein Kind.

## Preise und Auszeichnungen
- 2000: National Endowment for the Arts Stipendium für Kreatives Schreiben[4]
- 2013: Guggenheim-Stipendium in der Kategorie Creative Arts, Abteilung Fiction.[5]
- 2013: Marcus erhielt den Mary Ellen von der Heyden Berlin Prize in Fiction der American Academy in Berlin und war im Herbst 2013 ein Fellow der Akademie.[6]
- 2014: Nominierung für den Wingate Literary Prize für Flame Alphabet.

## Veröffentlichungen
Romane
- The Age of Wire and String. Alfred A. Knopf, New York City 1995, ISBN 0-679-42660-4.
- Notable American Women. Alfred A. Knopf, New York City 2002, ISBN 0-375-71378-6.
- The Flame Alphabet. Alfred A. Knopf, New York City 2012, ISBN 978-0-307-37937-5.
  - deutsch von Thomas Melle: Flammenalphabet. Hoffmann & Campe, Hamburg 2012, ISBN 978-3-455-40370-1.
- Leaving the Sea. Alfred A. Knopf, New York City, USA 2014, ISBN 978-0-307-37938-2.
  - deutsch von Thomas Melle und Gerhard Henschel: An Land gehen. Hoffmann und Campe, Hamburg 2013, ISBN 978-3-455-40336-7.
- New American Stories. Vintage, New York City, USA 2015, ISBN 978-0-804173544.

Novelle
- mit Illustrationen von Matthew Ritchie: The Father Costume. Artspace Books, 2002, ISBN 1-891273035.

als Herausgeber
- The Anchor Book of New American Short Stories. Anchor Books, New York 2004, ISBN 1-400-03482-5.